# The Blasphemy Challenge
 (signalé en juin 2025).
Si vous disposez d'ouvrages ou d'articles de référence ou si vous connaissez des sites web de qualité traitant du thème abordé ici, merci de compléter l'article en donnant les références utiles à sa vérifiabilité et en les liant à la section « Notes et références ».
- Archive Wikiwix
- Bing
- Cairn
- DuckDuckGo
- E. Universalis
- Gallica
- Google
- G. Books
- G. News
- G. Scholar
- Persée
- Qwant
- (zh) Baidu
- (ru) Yandex
- (wd) trouver des œuvres sur Wikidata

The Blasphemy Challenge (le défi du blasphème) est un site internet américain créé par des athées. Se basant sur la Bible, dont un chapitre dit que tous les péchés peuvent être pardonnés sauf celui de nier l'existence du Saint-Esprit, il invite des anonymes à créer une vidéo dans laquelle ils proclament I deny the existence of the Holy Spirit (Je nie l'existence du Saint-Esprit). Il s'agit donc de s'affirmer athée (et plus particulièrement en réaction contre le christianisme) de façon telle que, selon les chrétiens, il n'y ait plus aucun moyen de revenir sur ce qu'on a dit, et sans laisser la possibilité aux chrétiens de prier pour soi car l'âme est déjà condamnée pour l'enfer.
En mai 2008, plus de 3000 vidéos étaient disponibles sur YouTube.